# Nubico
Nubico es una plataforma de lectura digital bajo el modelo de la suscripción, similar a otros servicios de suscripción para libros electrónicos que ya empiezan a aparecer en el mercado anglosajón como Oyster o Spotify en el mercado musical. Su propuesta se basa en el acceso ilimitado a miles de para libros electrónicos (y desde marzo de 2015, también a revistas) por una cuota de suscripción mensual ('Nubico Premium'), con presencia de todas las categorías de la edición general: novela general, histórica, romántica, thrillers, infantil y juvenil, guías de viaje, autoayuda, biografía, libro práctico, etc., incorporando tanto novedades editoriales como fondo general de la mayor parte de editoriales con presencia en España.

## Accionistas
Nubico es una joint venture formada por Telefónica España y Círculo de Lectores al 50 %, esta última perteneciente enteramente al Grupo Planeta desde 2014 Telefónica España aporta, además, infraestructura técnica y en materia de desarrollo informático y de comunicaciones para Nubico, mientras que el contacto editorial corre a cargo del personal de Círculo de Lectores, acción llevada a cabo ahora por su empresa matriz, el Grupo Planeta.

## Modelo de negocio
Nubico funciona bajo el modelo de suscripción según el cual el usuario paga una cuota mensual a cambio de poder leer todos los libros electrónicos que quiera del catálogo que se ofrece. Puede hacerlo en hasta cinco dispositivos de manera simultánea. Nubico ofrece también descuentos por cuotas trimestrales, semestrales y anuales, así como descuentos para clientes de Telefónica y Círculo de lectores.

## Catálogo
En Nubico están disponibles bajo el modelo de suscripción autores como María Dueñas, Carlos Ruíz Zafón, Javier Sierra, Julia Navarro, Matilde Asensi, Sarah Lark, Sylvia Day, Lisa Kleypass, Megan Maxwell, Jordi Ellen Malpas, Ildefonso Falcones, Paul Auster, John Verdom, Santiago Posteguillo, Juan Gómez Jurado o Rosa Montero, entre otros.
A su vez en las áreas de no ficción, cuenta con autores como Eduard Punset, Bernabé Tierno, Enrique Rojas, Walter Riso, Osho, Bernardo Stamateas, Leopoldo Abadía, Seth Godin, Daniel Lacalle, con políticos como José María Aznar, José Luis Rodriguez Zapatero, Miguel Ángel Revilla, Pedro Solbes, Jordi Pujol o Joaquín Leguina. También cuenta con los títulos recientemente publicados de personajes televisivos y conocidos como Belén Esteban, Andreu Buenafuente, Risto Mejide, o Gran Wyoming, entre otros.

## Multidispositivo y cloud
El funcionamiento de Nubico permite acceder a la lectura de libros electrónicos en los principales dispositivos del mercado: tanto en tabletas y teléfonos inteligentes con sistema operativo IOS y Android, así como en ereaders en los que está integrado su servicio (inicialmente los ereaders de la marca BQ). Además, cada vez que el usuario sincroniza su dispositivo, los cambios que haya hecho en su biblioteca (última página leída, marcadores, subrayados, anotaciones…) se reflejarán en el resto de equipos en los que esté asociada su cuenta.